# Kostel svatého Víta (Soběslav)
Špitální kostel sv. Víta v Soběslavi byl založen kolem roku 1375. Během jeho historie byl několikrát přestavěn a jeho účel se v rámci historických událostí měnil. V dnešní době je kostel ve správě Soběslavské farnosti jako filiální kostel, ve kterém se konají mimořádné bohoslužby či koncerty. Je chráněn jako kulturní památka České republiky.

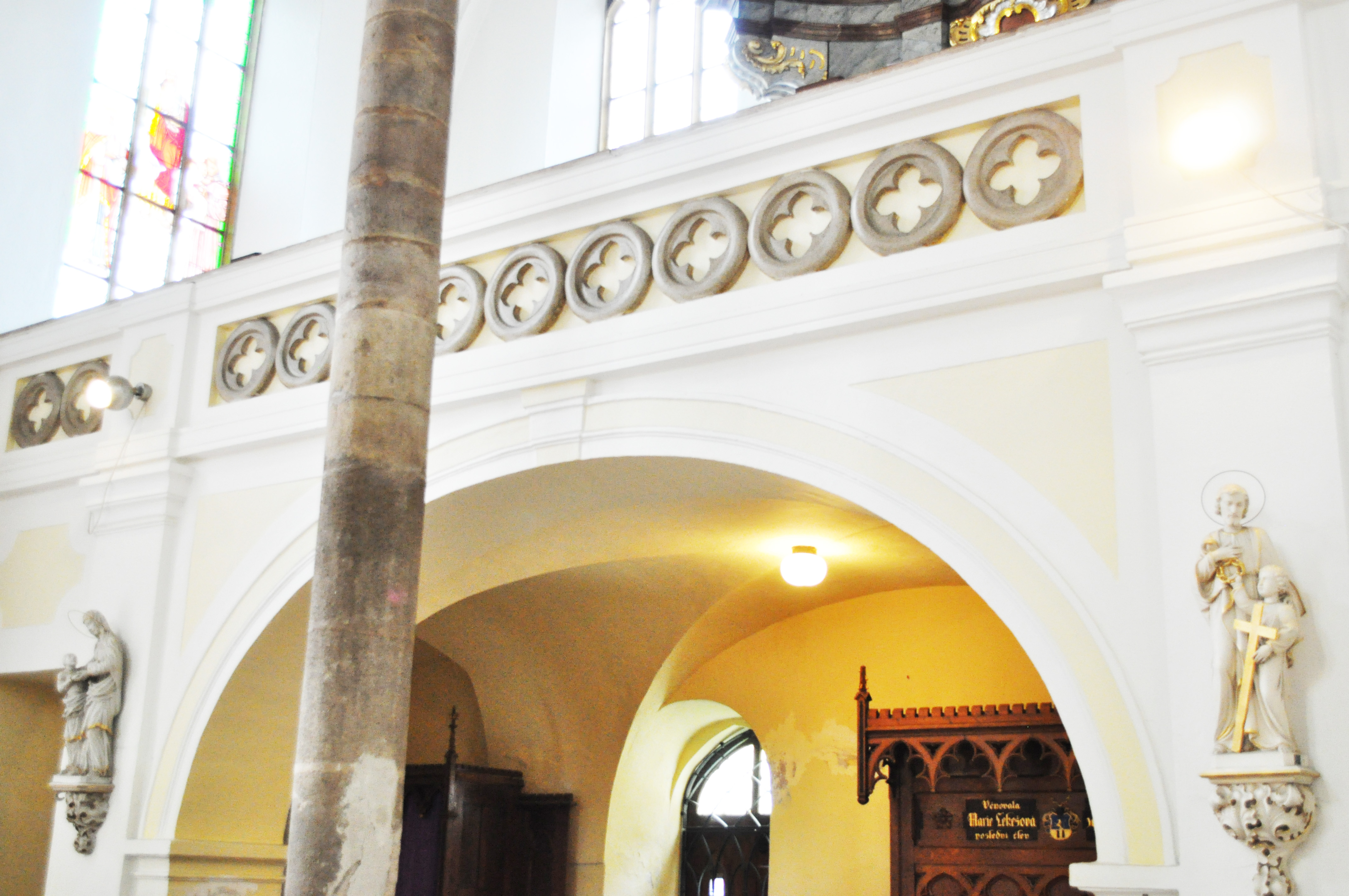
Kůr

## Historie
Špitální kostel sv. Víta v Soběslavi byl založen kolem roku 1375 potomky Vítkovců, pánů z Růže. Vystavěn byl v období Oldřicha I. z Rožmberka, jenž spravoval město v letech 1374–1390. Současně s kostelem byl pravděpodobně stavěn také špitál při severní zdi kostela. Během husitských válek byl kostel využíván jako seník. Dorota z Hobzí, manželka hejtmana Markvarta Kraselovskoého z Kraselova, se zasloužila o obnovu kostela. Na konci 15. století v závěti odkázala špitálu majetek a podpořila zřízení kaplanského místa při kostele. Kaplani se živili opisem a vazbou knih. V roce 1612 byl chrám obnoven Řehořem Smrčkou ze Sabinova. Kostel třicetileté války přečkal, ačkoli špitál zpustl a postupně byl zničen. V květnu 1719 kostelík sv. Víta z neznámých příčin vyhořel. Střecha shořela úplně, klenutí se rozestoupilo a zvon ve věžičce pukl žárem. Vnitřní zařízení bylo zčásti zničeno. Děkan Hettig jej nechal obnovit. Roku 1785 nechal Josef II. kostel zrušit. Krajský komisař nařídil dražbu objektu a v roce 1787 kostel se zahrádkou a stodolou koupila obec Soběslav. V 1790 obec budovu prodala Františku Reitlenerovi, který kostel přestavěl na obytnou budovu. Přestavěný kostel koupila rodina Hesova, která jej vlastnila až do roku 1901. Vynořily se snahy o obnovu kostela, kupříkladu Janem Valeriánem Jirsíkem před rokem 1883, které byly bezúspěšné. Až roku 1901 byl založen. Valnou zásluhu na účelném využití prostředků a dokončení stavby měl děkan Jan Zadražil. Stavební a restaurační práce řídil zdejší stavitel František Kročák.

### Spolek pro znovuzřízení bývalého kostela gotického sv. Víta
Účelem spolku bylo znovuzřízení a navrácení konání bohoslužeb do chrámu. V letech 1936–1937 byl kostel Spolkem pro znovuzřízení bývalého kostela sv. Víta rekonstruován.

### Opravy po druhé světové válce
Po získávání peněz z členských příspěvků, pořádání kulturních akcí a odkazů dobrodinců, byl kostel Spolkem koupen. Od té doby byl kostel sv. Víta opět využíván k bohoslužbám. V padesátých letech byla opravována vandaly poškození okna. Během 1966 byla provedena oprava střechy pod vedením duchovního správce P. Václava Peřta a za pomoci soběslavských farníků. O rok později zasáhla Soběslav silná vichřice a shodila z věže plechového kohouta. Poškozená střecha byla znovu opravena a na věž byl dodán nový kohout. Od 1985 do 1986 proběhly další opravy, jichž všech se účastnil Jan Kotál, jež byl duchovním správcem, organizátorem a zedníkem viděným každého dne na lešení. Opravena byla fasáda a interiér pomocí farníků a farnic, obětavě bez nároku na odměnu. Dokončení oprav bylo završeno slavnostní bohoslužbou v sobotu 14. června 1986 za účasti kapitulního vikáře Josefa Kavale.

## Exteriér

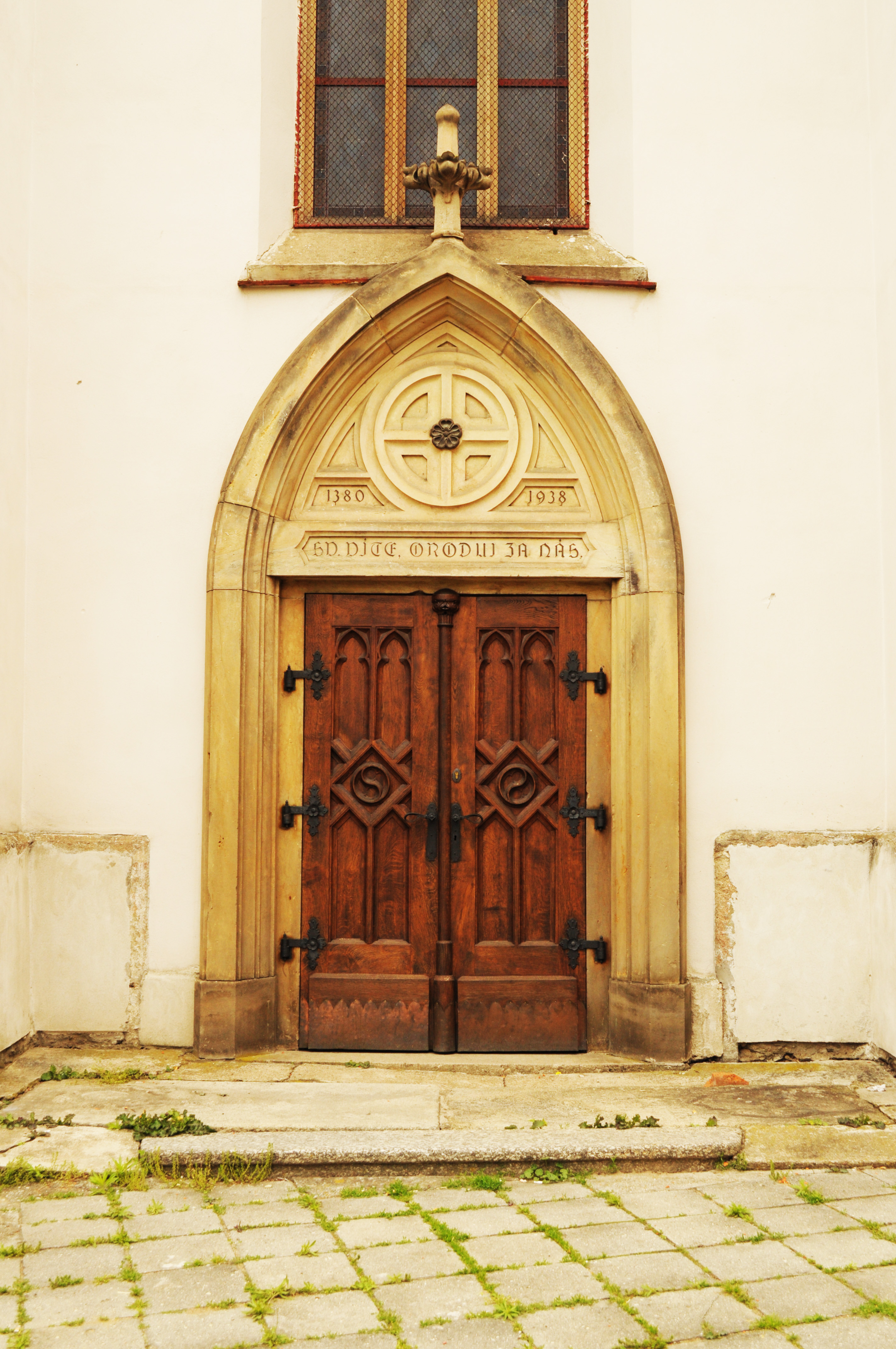
Hlavní portál kostela

Kostel je klasicky orientován presbyteriem na východ. Kostel je dvojlodím s obdélníkovým, pětiboce zakončeným presbytářem a obdélníkovou sakristií po severní straně. Nad vítězným obloukem se tyčí věžice. Konstrukce je zpevněna odstupňovanými pilíři krytými stříškou.
Severní fasáda kostela doléhá na vedlejší budovu, jižní, západní a východní fasáda je držena osmi opěrnými pilíři. Štít na západním průčelí je jednoduchý. Fasády jsou omítané. Okna jsou vysoká a hrotitá.
Okna jsou dělena do dvou a tří částí zakončených jeptiškami. V hlavní lodi jsou vitrážová okna členěna do tří vysokých obdélníků zakončených jeptiškami, nad nimiž se umístěn trojlalok. V presbytáři se okna liší tím, že obdélné členění je párové. V síňovém dvoulodí a v presbytáři je zasklení kamenných oken řešeno barevně figurálním vyobrazením. V sakristii je okno nižší než ve zbytku kostela,které je členěno na tři obdélníkové části, jež jsou opět zakončené v jeptiškách, nad nimiž je trojlaloková kružba.
Nad kněžištěm se tyčí úzká osmiboká věžice s okny.
Kostel má dva portály, hlavní je situován na jižní straně kostela, druhý vedlejší je situován v západním průčelí. Tympanon hlavního vchodu je zakončen lomeným obloukem. Nadpraží je vnitřně členěno centrálním kruhovým útvarem rozděleným dvěma vzájemně kolmými úsečkami, v jejichž průsečíku je znak rožmberské růže.

## Interiér

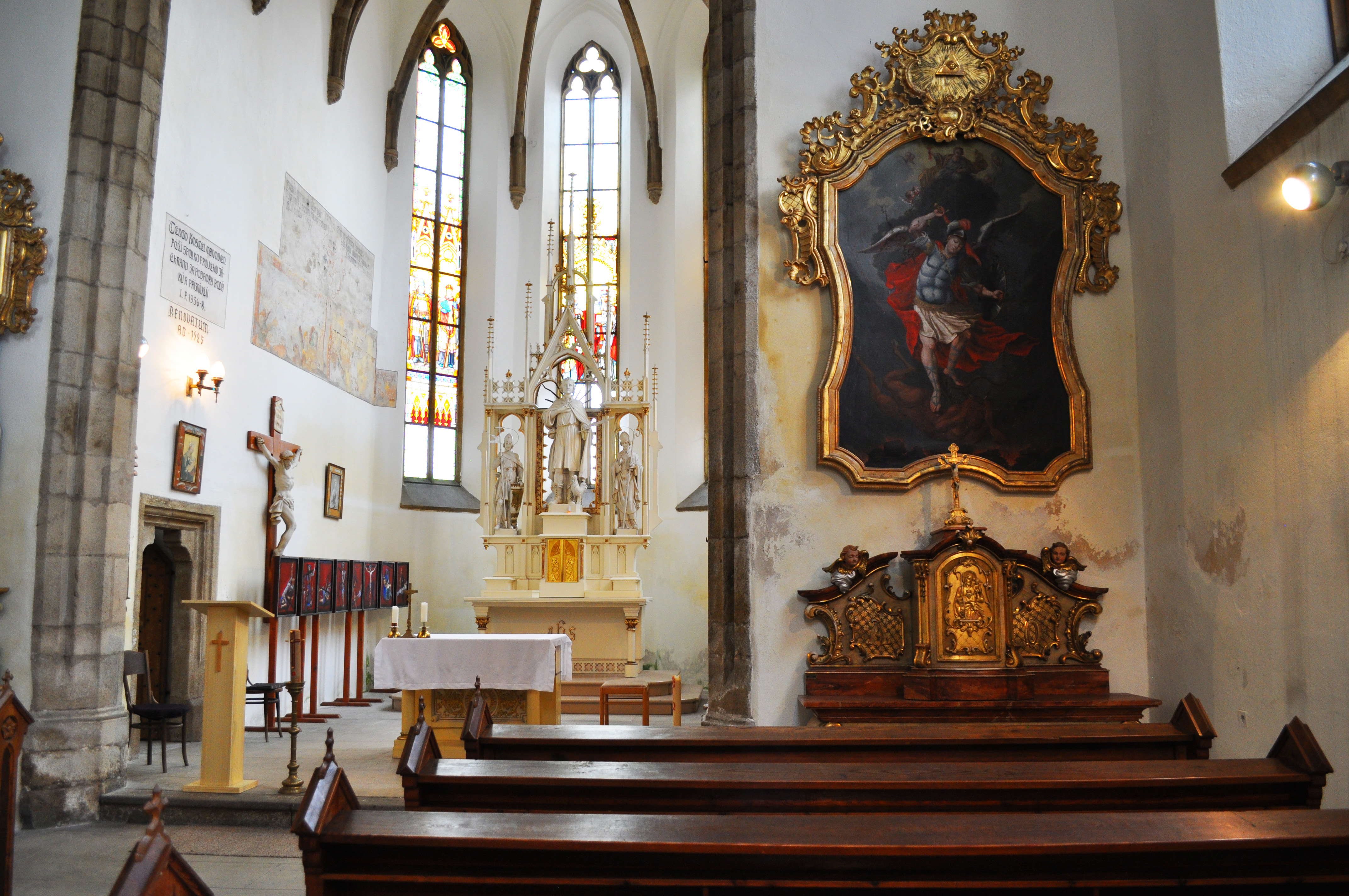
Interiér kostela

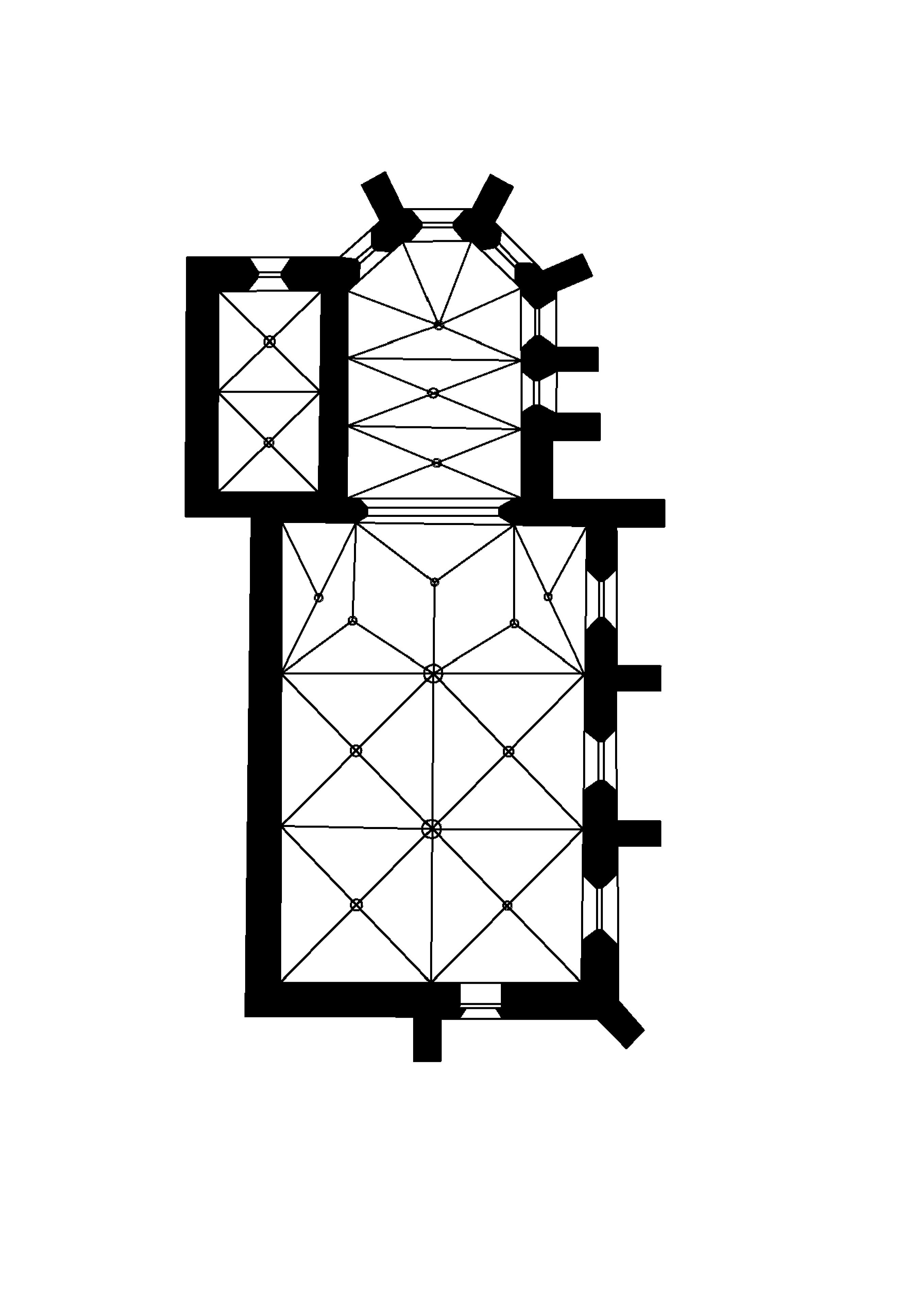
Půdorys kostela

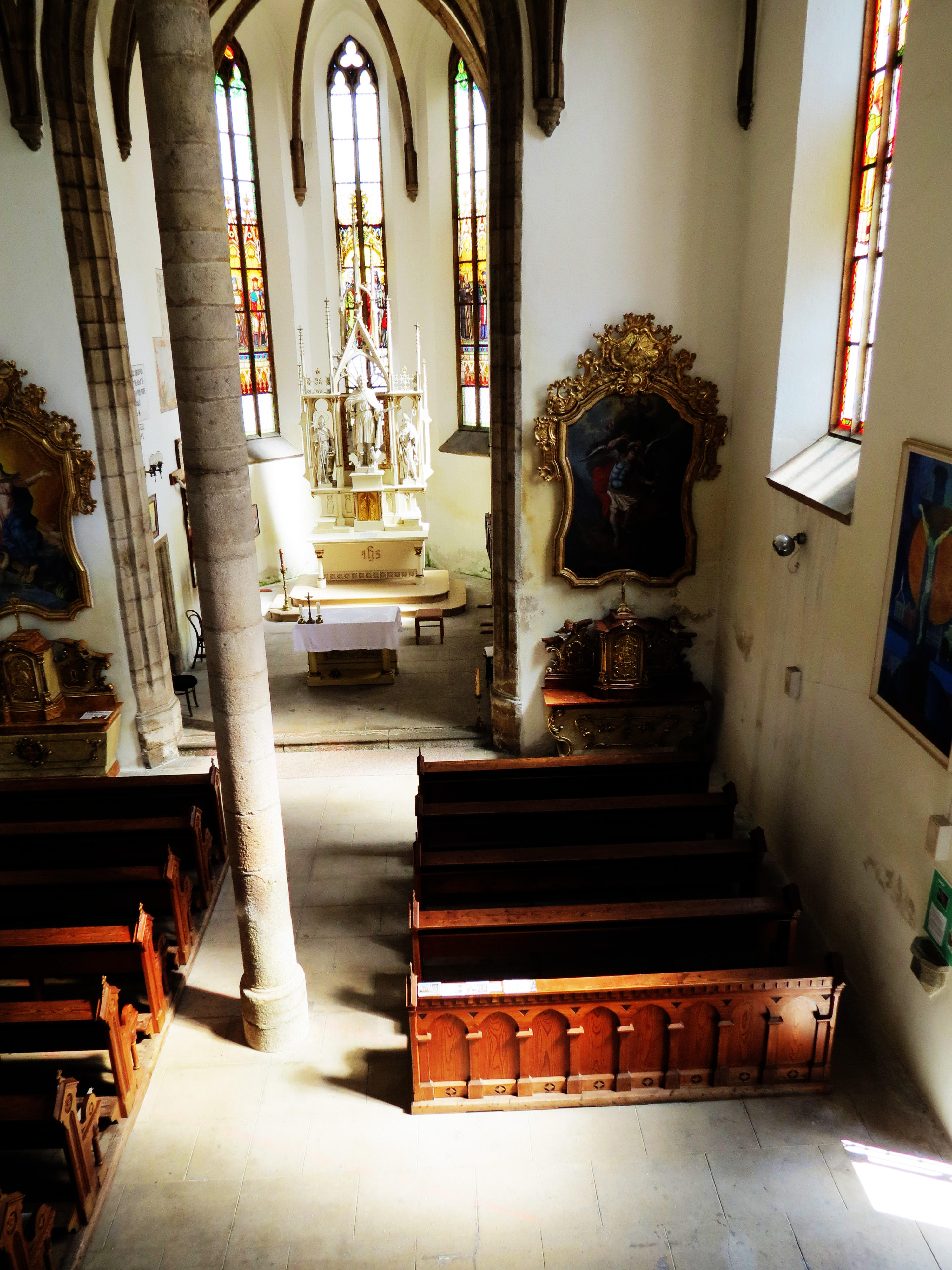
Pohled z kůru na interiér

Presbytář (kněžiště) je sklenut dvěma poli křížové klenby, která přechází v závěru v paprsčitou, jejíž žebra se sklánějí kolem oken do hlavic na příporách. Klínová vyžlabená okosená žebra vbíhají do kruhových svorníků, jež jsou nositeli vyobrazení pětilisté růže, s vybarvenými červenými okvětními lístky.
V jižní stěně presbyteria je situováno sedile s kamenným profilovaným ostěním, v severní stěně je sedlový pravoúhle rámovaný portálek propojující prostor presbytáře se sakristií. Sakristie je klenuta dvěma poli klenby na klínových vyžlabených žebrech, vybíhajících z masivních jehlancových konzol. Vítězný oblouk propojující kněžiště se síňovým dvojlodím je vysoký, masivní, hrotitý a jeho profilace ostění na obou stranách je zkosená a vyžlabená. Křížové klenutí ve dvojlodí je organicky svedeno na dva štíhlé sloupy bez přerušení hlavicemi.
U vítězného oblouku křížová klenba přechází do dvou polí obkročné klenby. Žebra stejné profilace, jako jsou ta kněžišťová, vybíhají z figurálních konzol (maskaron) a vzájemně se spojují v kruhových svornících s pětilistou růží.
Zděná, valenou klenbou s výsečemi podklenutá, kruchta je situována v zadní západní části kostela. Disponuje jedním levotočivým schodištěm, spojujícím prostor dvojlodí s prostorem s varhany.
Klenby uchycené do konzol vysoko ve stěnách vizuálně vytvářejí plochy lomených oblouků, do nichž jsou vložena okna. Severní zeď byla vystavěna bez oken.

## Inventář
Podle inventáře z druhé poloviny 18. století je známo, že se v kostele nacházel hlavní oltář se sochami svatých českých patronů Víta, Václava a Vojtěcha. Po stranách stály dva vedlejší oltáře s obrazy sv. Michaela a Panny Marie Bolestné. Stěny byly zdobeny třemi obrazy: velký tabulovaný obraz ukřižování Páně, výjev sv. Doroty a třetí obraz, jehož motiv není v současnosti znám. V presbytáři restaurátoři objevili znaky namalované Adamem Cypránem, včetně textu a zbytků dvou obrazů. Jeden pravděpodobně znázorňoval křest Ježíšův v Jordánu a druhý Proměnění Páně na hoře. Hlavní oltář se sochami sv. Víta, Václava a Vojtěcha vyrobila firma Břetislava Kafky z Červeného kostelce, která též dodala oba postranní oltáře. Obraz sv. Michaela archanděla je původní. Zařízené kostela bylo pořízeno z finančního jmění spolku a z darů místních měšťanů. Na severní straně presbytáře se nachází fragment nástěnné malby z roku 1612.

### Varhany
Jan Kotál v roce 1988 získal pro kostel sv. Víta barokní varhany původem z Malého Března na Mostecku.

### Zvony
Ve věži visely dva malé zvony. Do věžičky byl umístěn zvon, který byl darován roku 1912 baronem Spens-Bodenem. V 1939 Marie a Jan Šťastných věnovali druhý zvon. Zvony byly během druhé světové války sejmuty.

## Fotogalerie

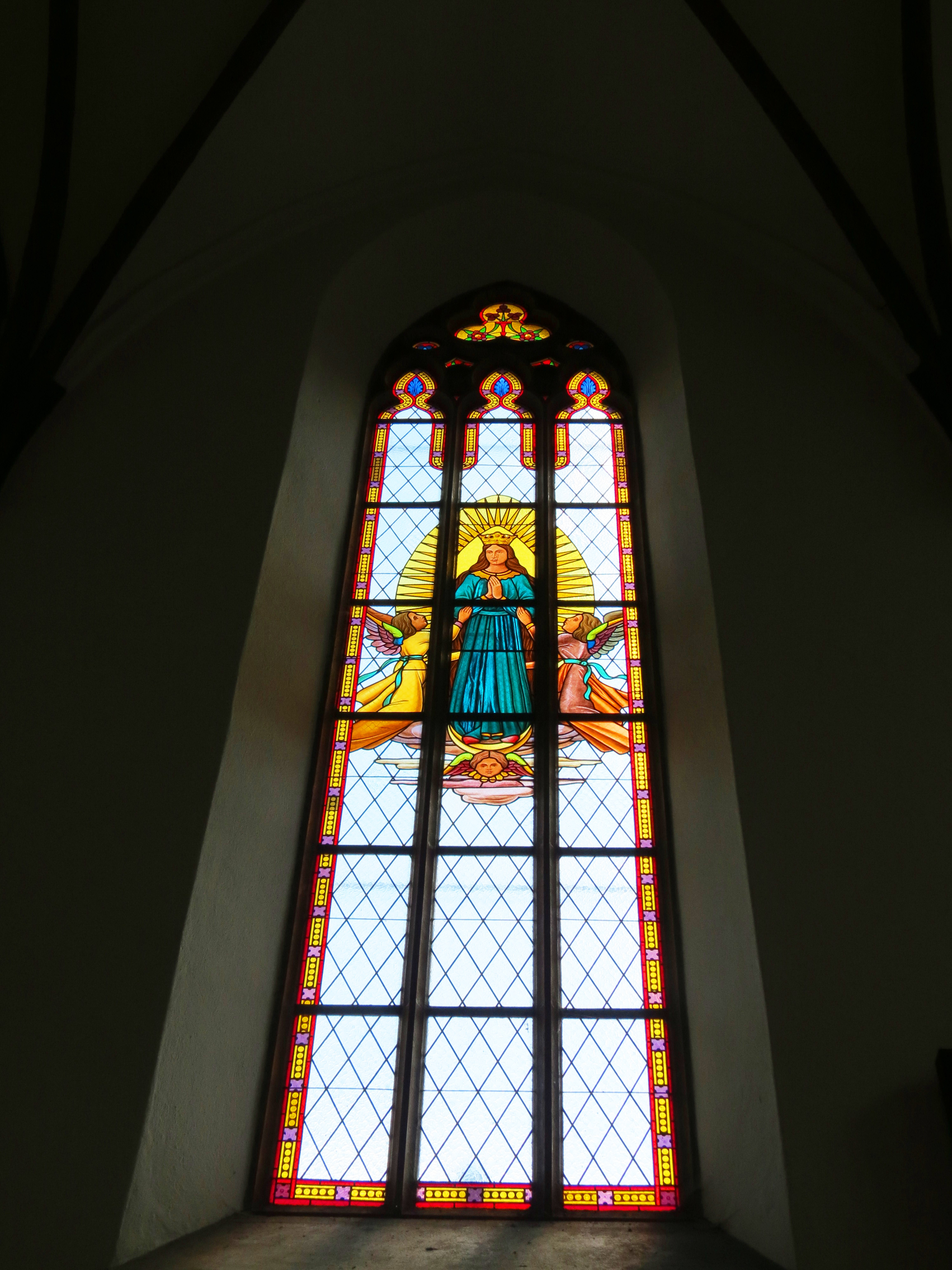
Vitrážové okno
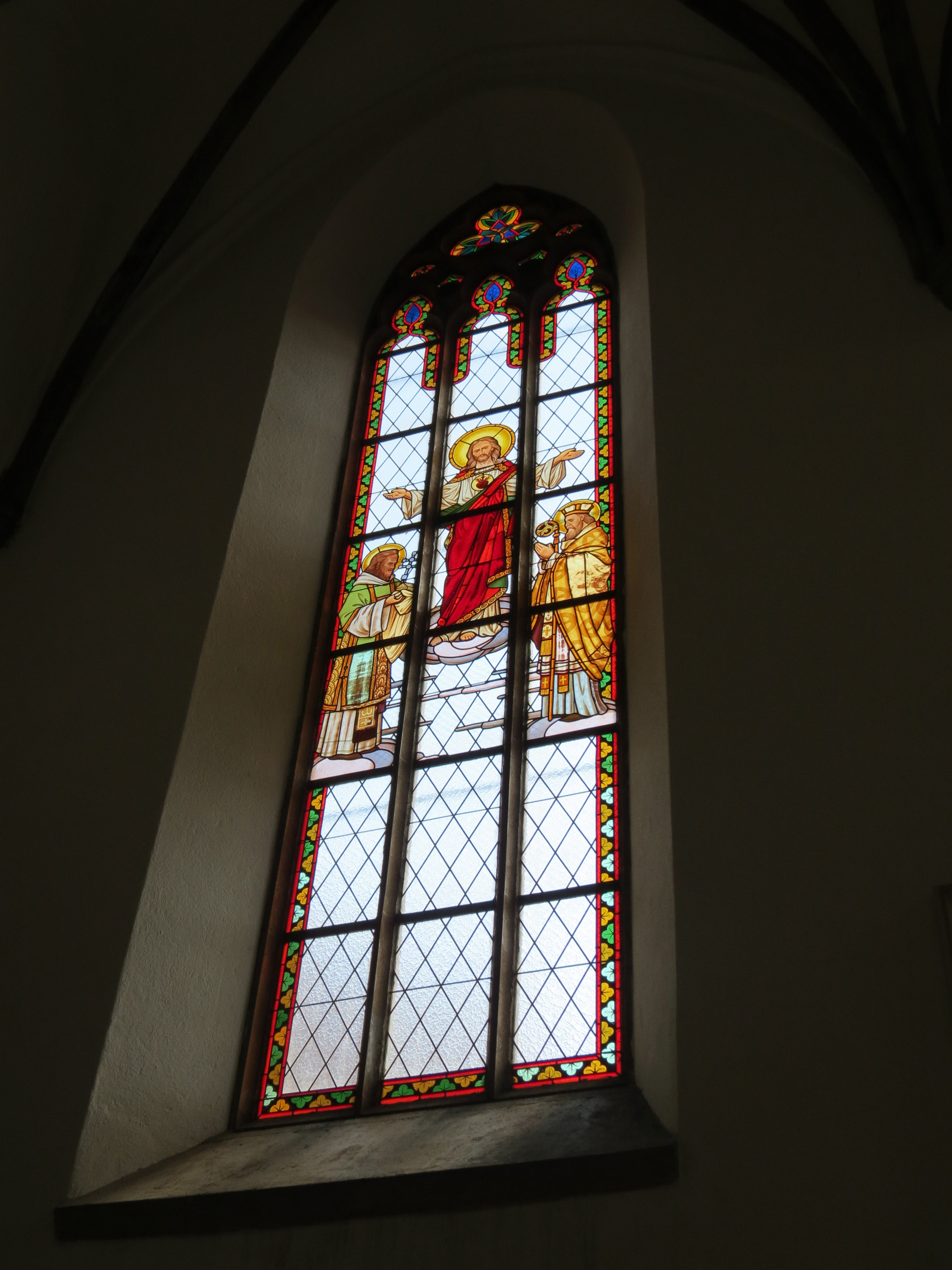
Vitrážové okno s figurálním vyobrazením
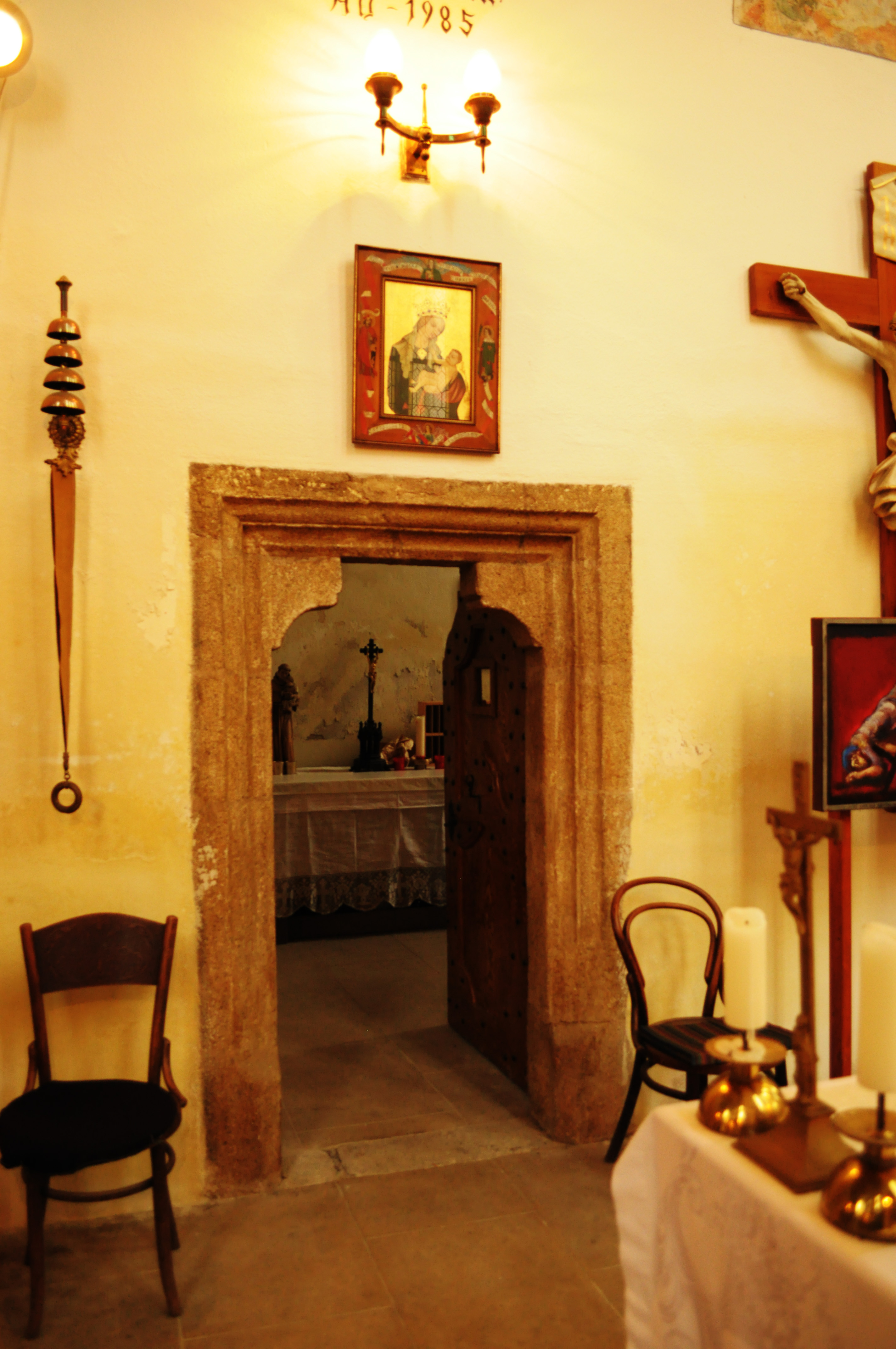
Vchod do sakristie
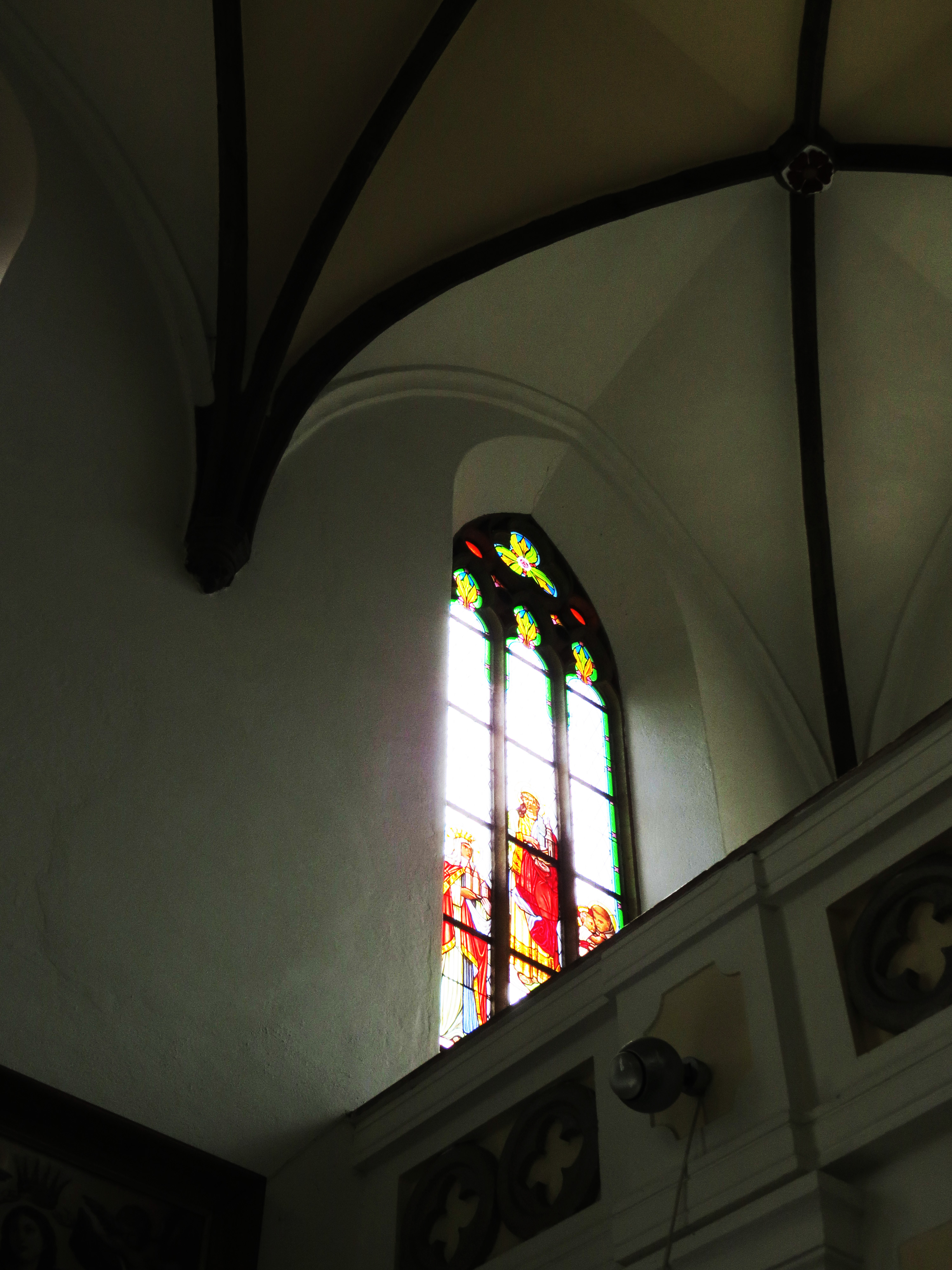
Vitrážové okno
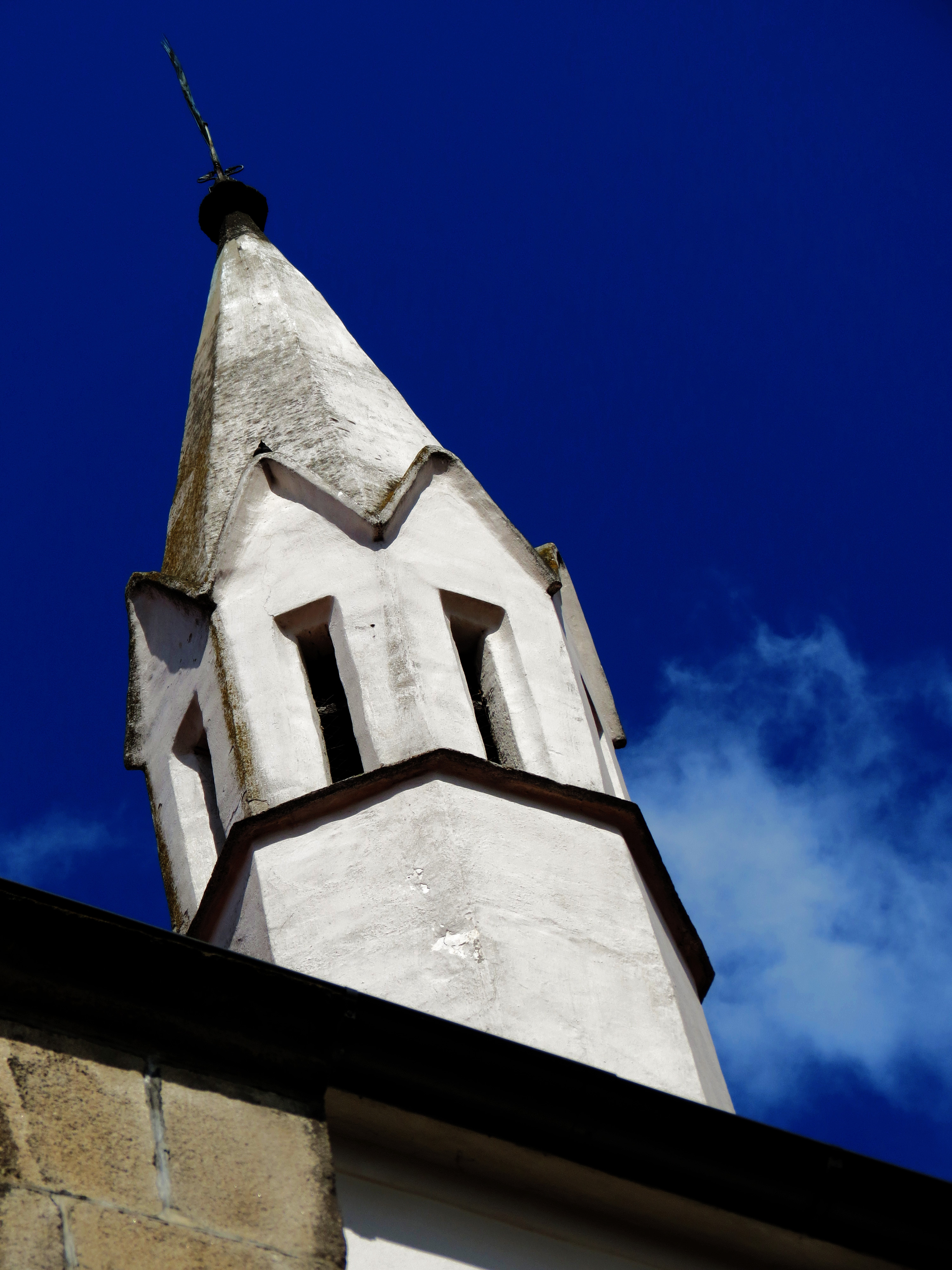
Osmiboká věž kostela
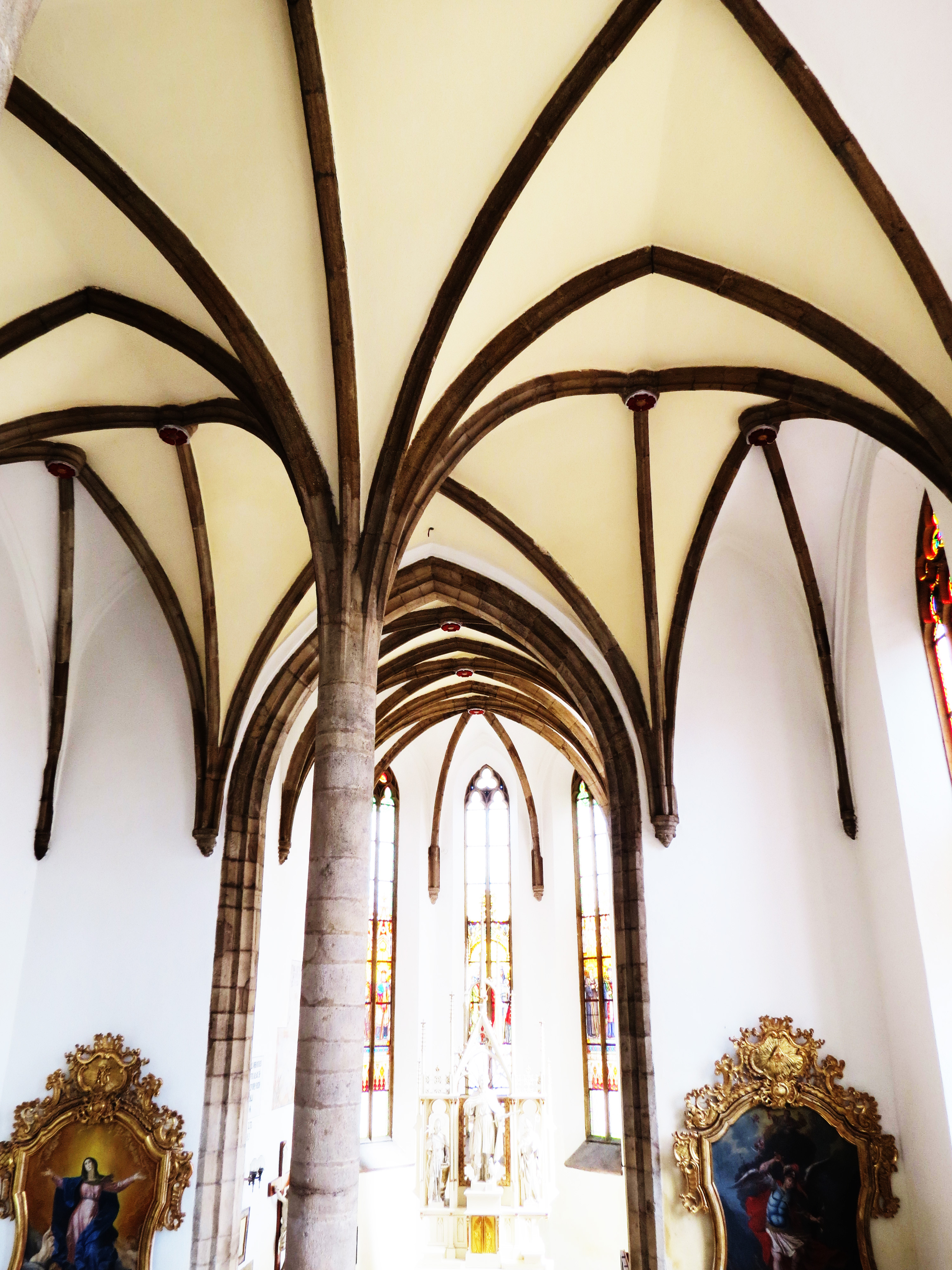
Interiér
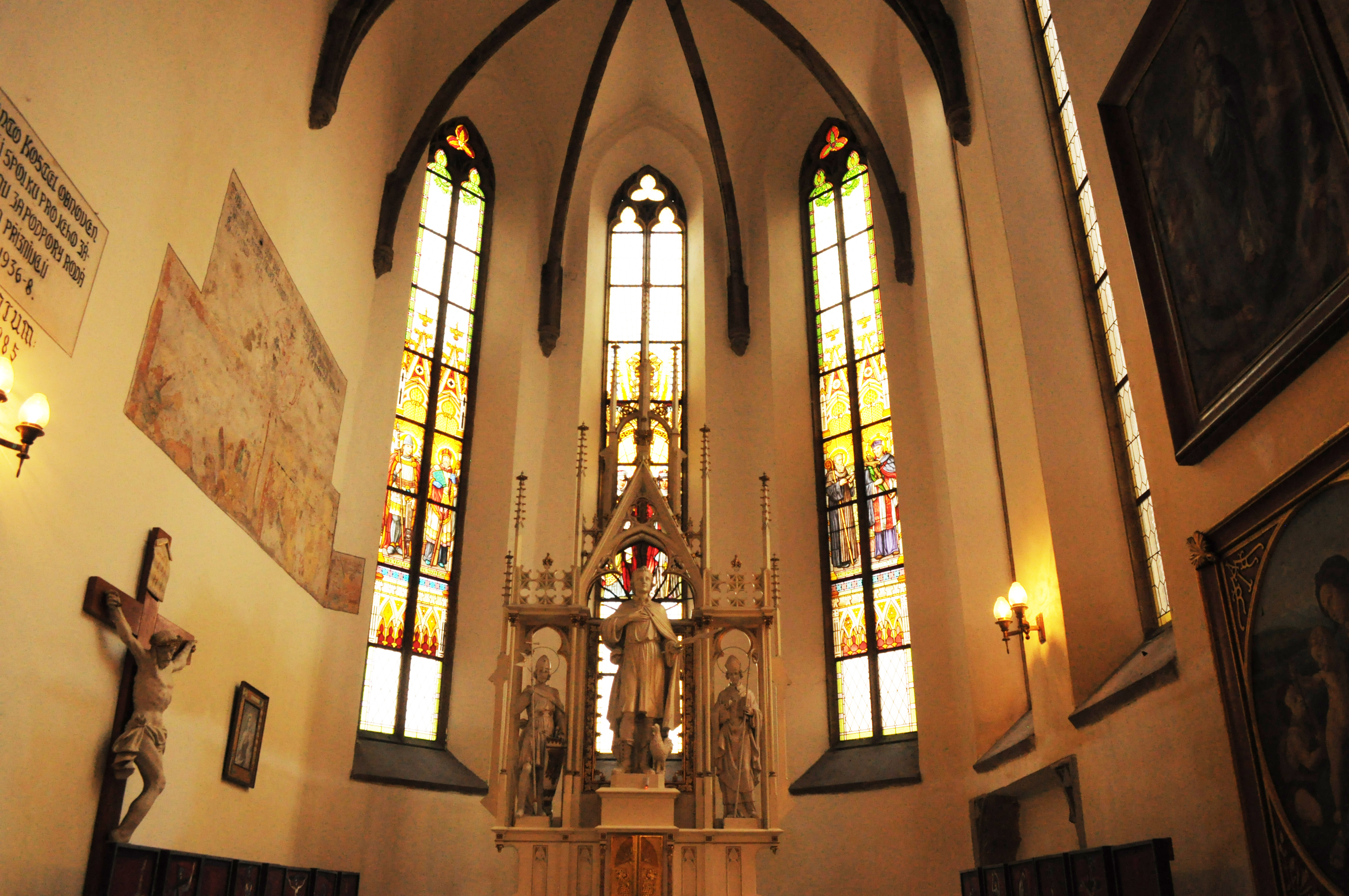
Presbyterium
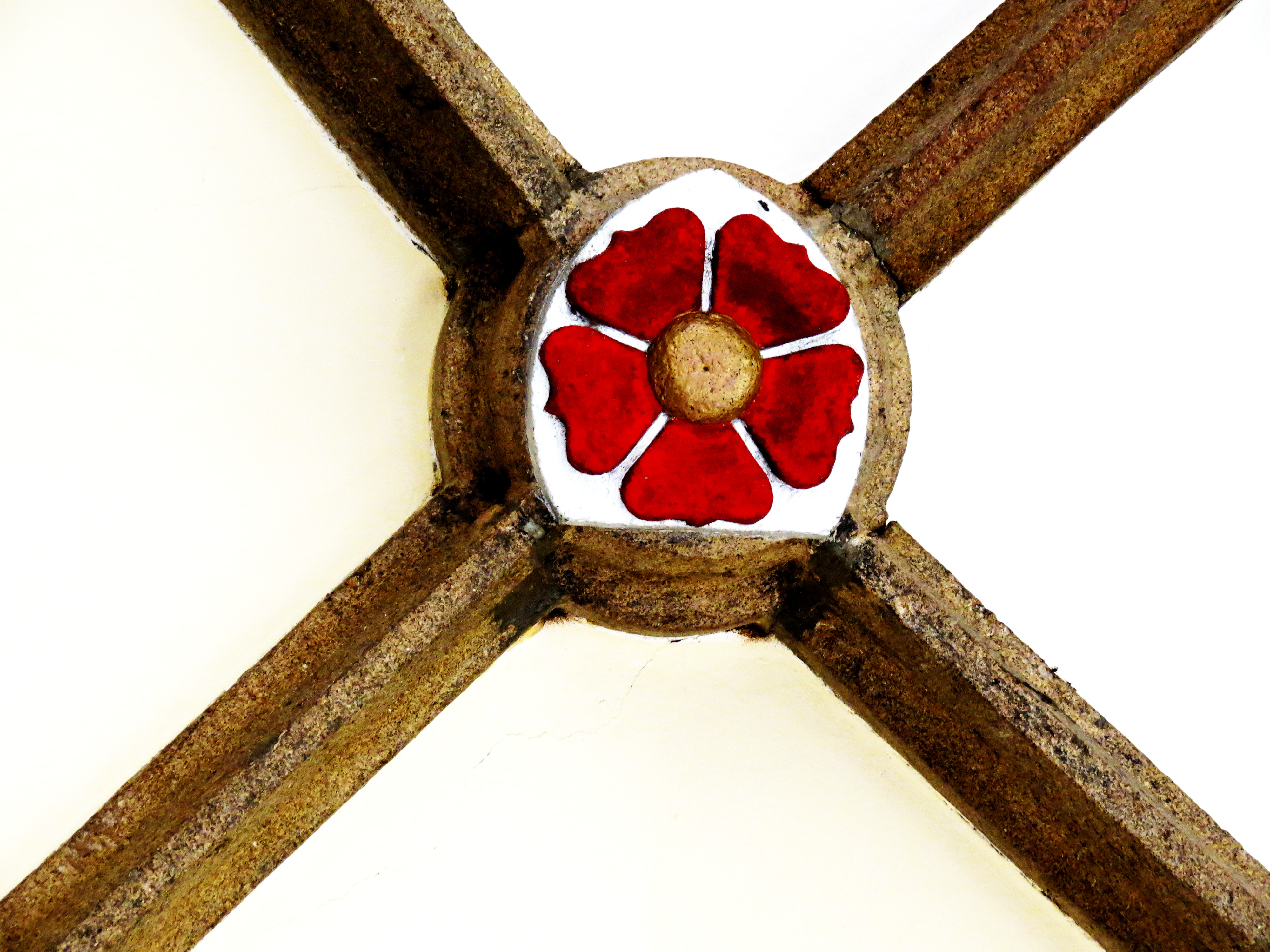
Svorník
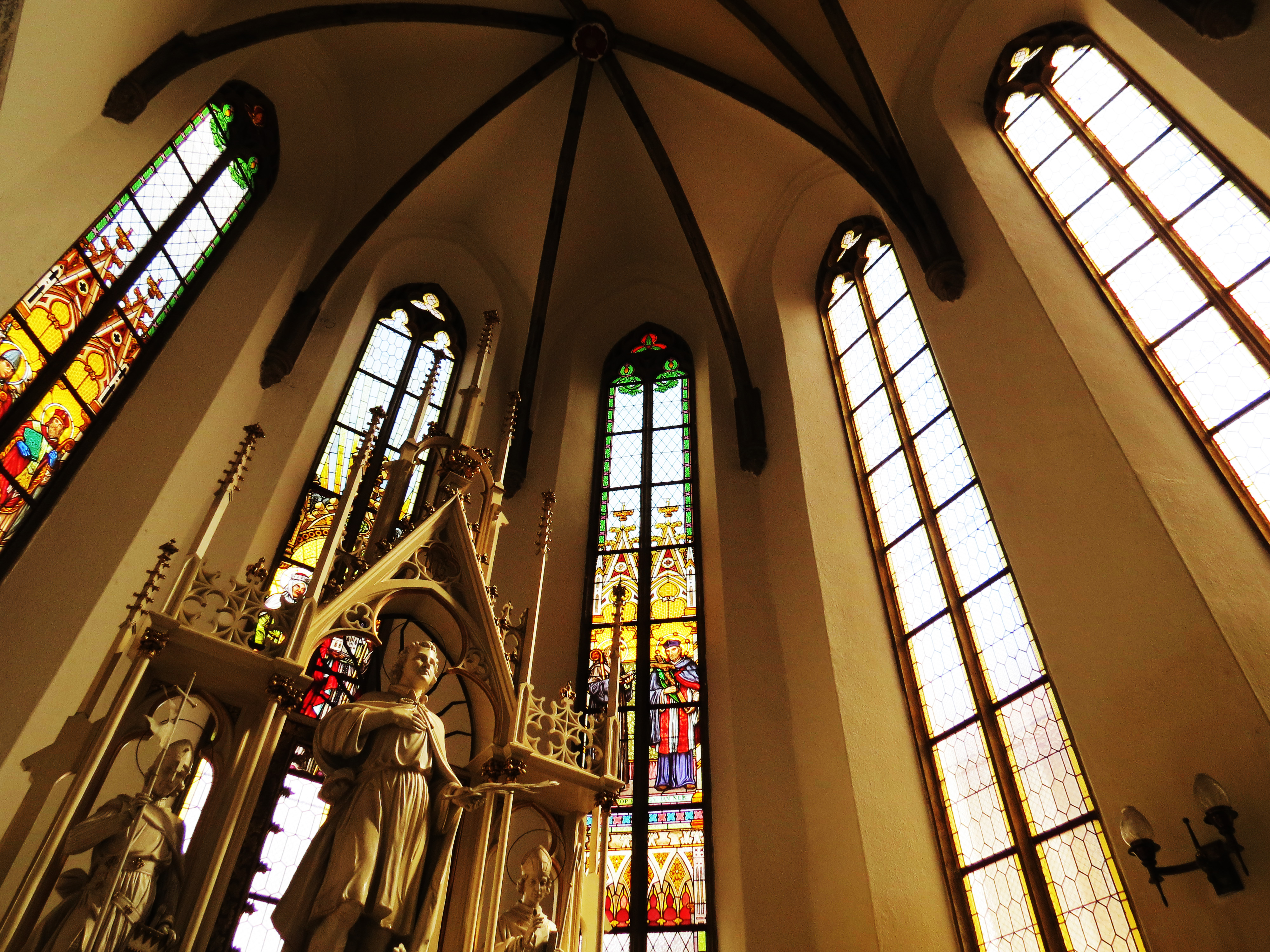
Presbyterium
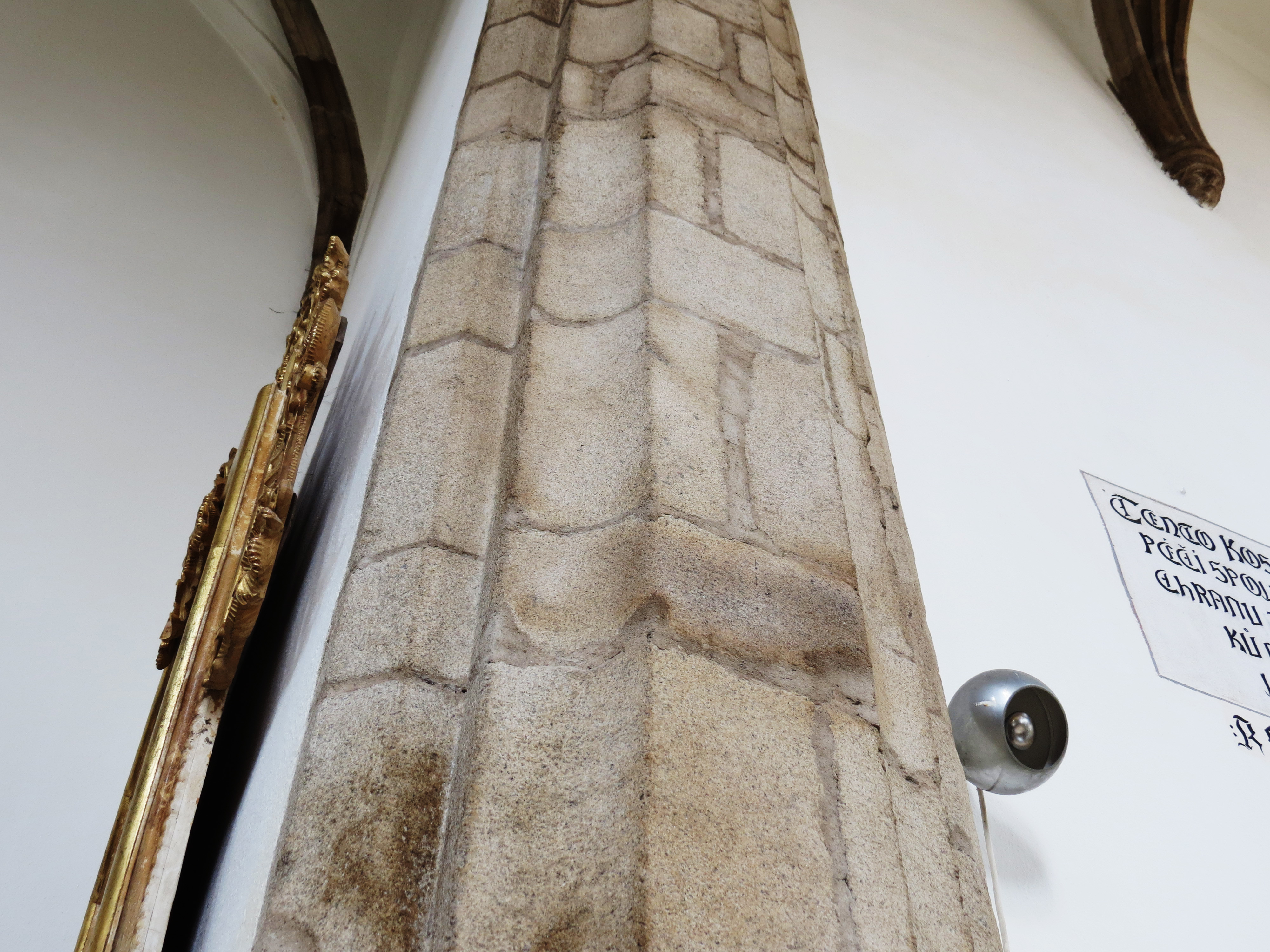
Detail profilace vítězného oblouku
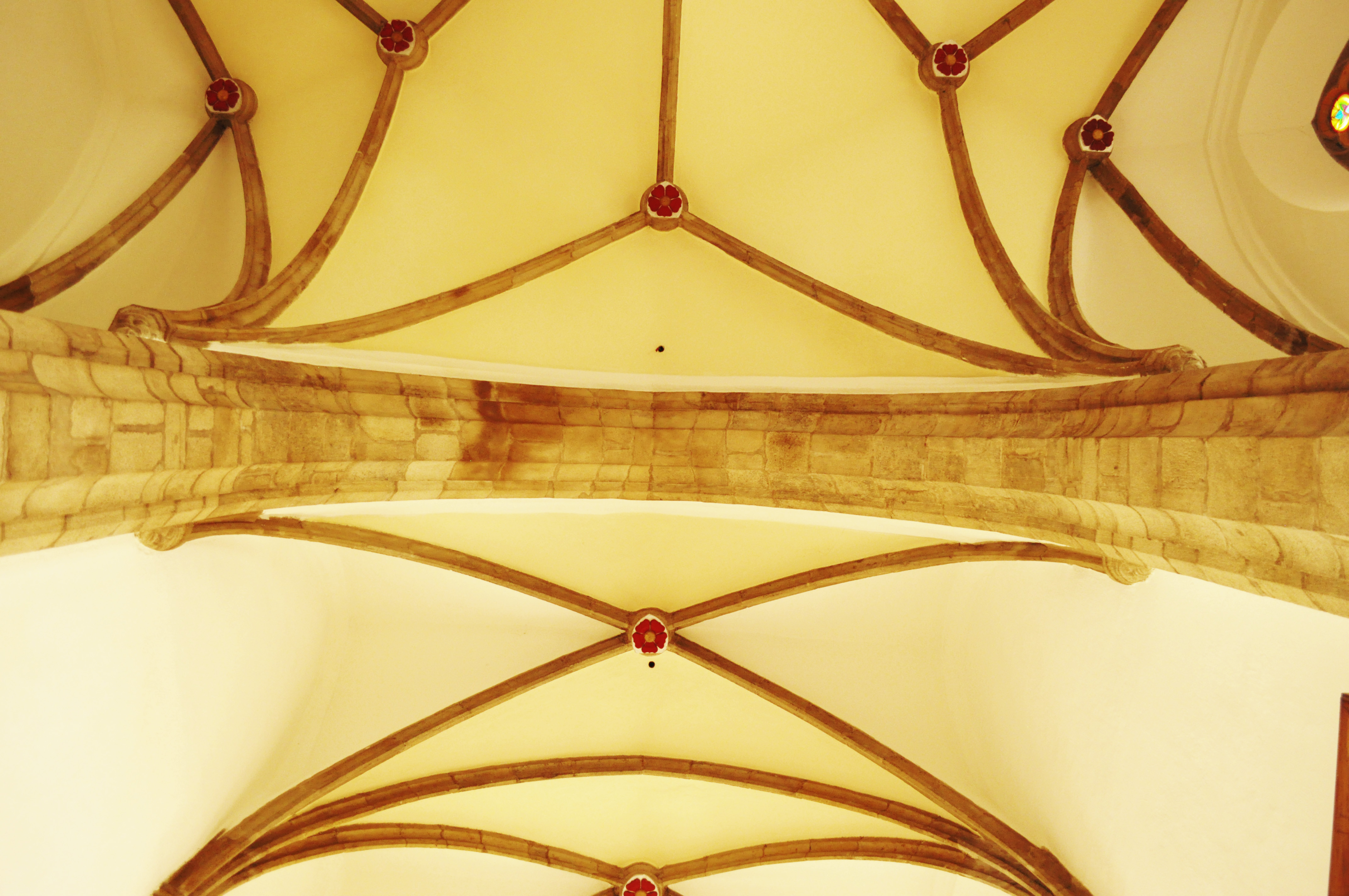
Vítězný oblouk mezi kněžištěm a hlavní lodí
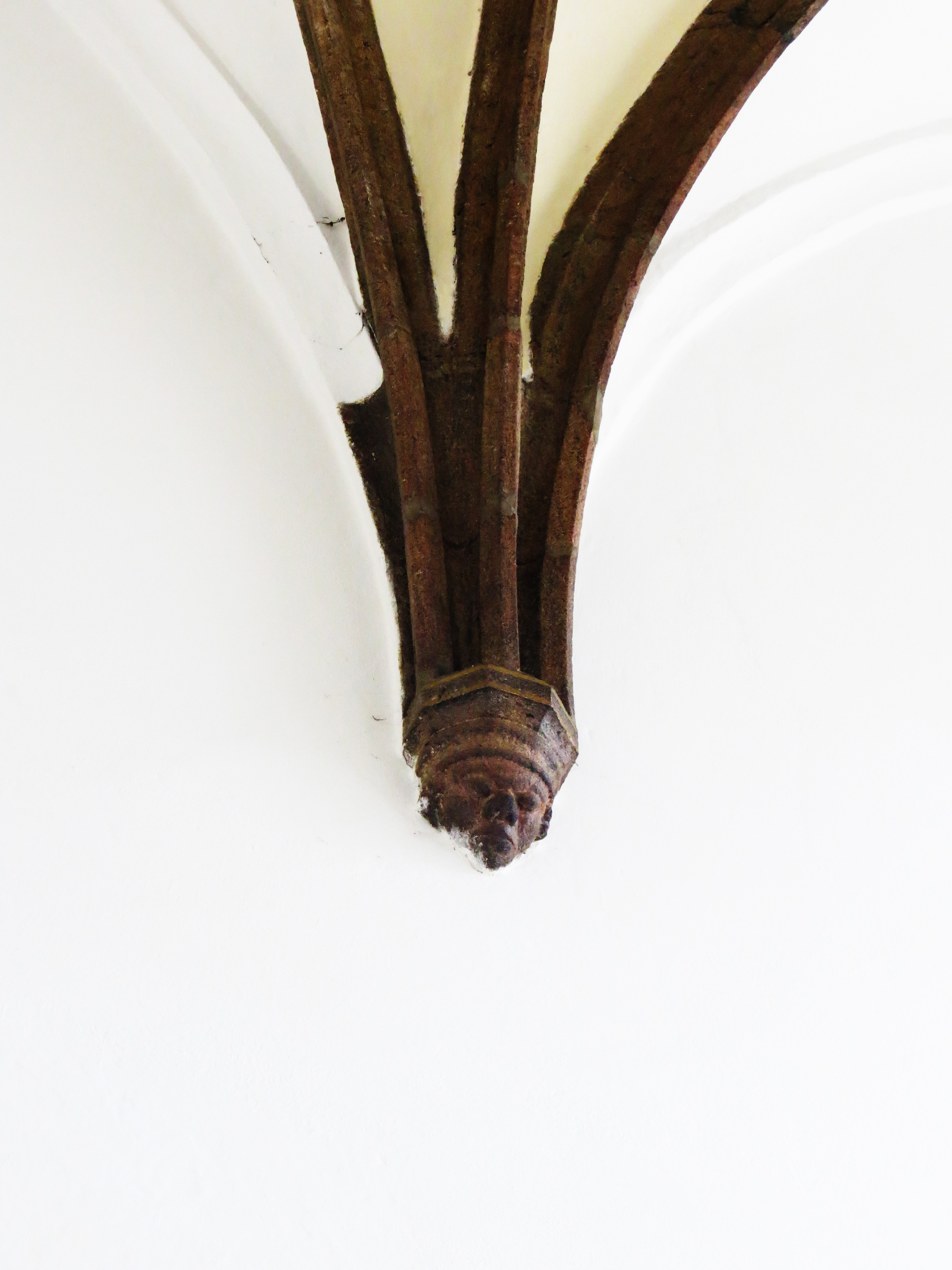
Maskaron